# خط ۱ متروی کرج

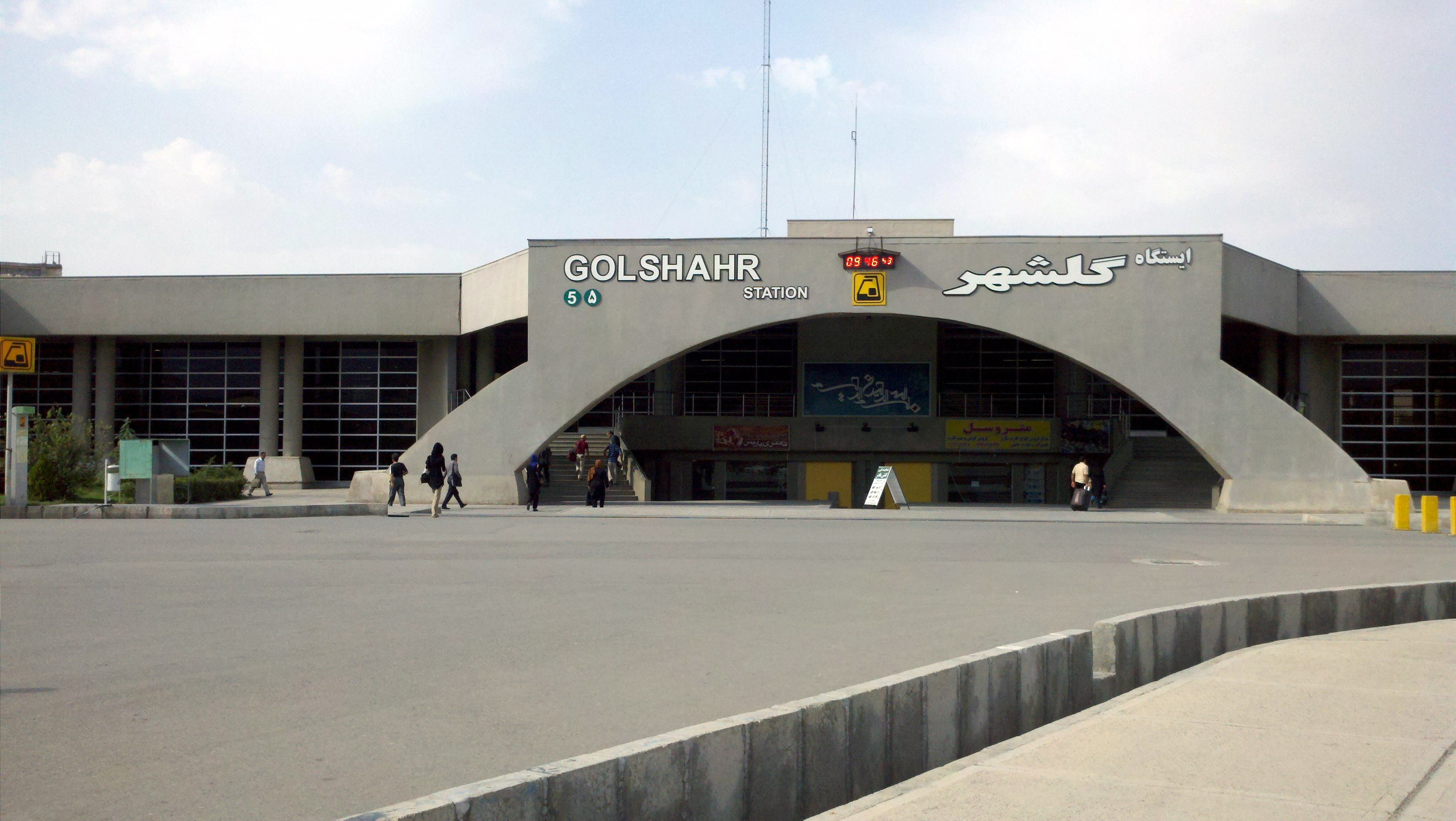
ایستگاه مترو گلشهر کرج

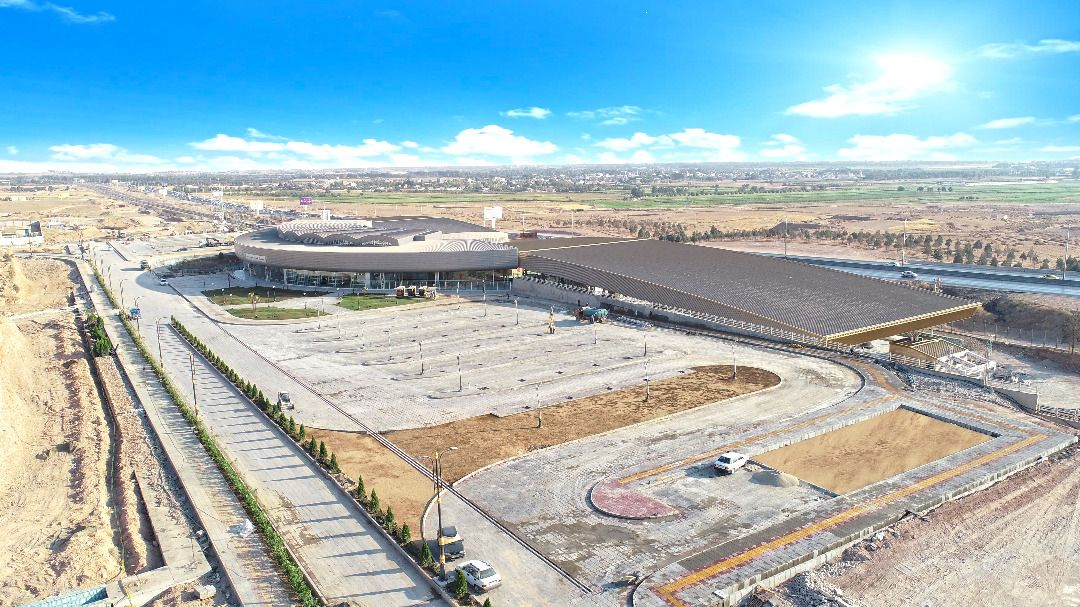
ایستگاه متروی شهید قاسم سلیمانی

خط ۱ مترو کرج یکی از خطوط برون‌شهری متروی کرج است که دارای ۴۳ کیلومتر طول و با ۷ ایستگاه نخستین خط مترو بهره‌برداری شده در کشور است.
این خط از ایستگاه متروی گرم‌دره شروع و در ایستگاه متروی شهید قاسم سلیمانی واقع در شهر جدید مهستان به پایان می‌رسد.
این خط در ایستگاه مترو گرم‌دره با خط ۶، در ایستگاه مترو کرج (شهید سلطانی) با خطوط ۲ و ۳ و ۶ و ۷، در ایستگاه مترو محمدشهر با خط ۵ و در ایستگاه مترو گلشهر با خط ۴ تقاطع دارد.
این خط در سال ۱۳۷۷ ابتدا بین دو ایستگاه ایستگاه مترو صادقیه و ایستگاه مترو کرج به بهره‌برداری رسیده بود. در سال‌های بعد به تدریج ایستگاه‌های دیگر خط افتتاح شد.
طرح توسعه خط ۱ به سمت غرب از ایستگاه مترو گلشهر به شهر جدید مهستان  به طول ۲۵٫۸ کیلومتر در تاریخ ۱۰ دی ۱۳۹۸ با حضور حسن روحانی رئیس‌جمهور وقت افتتاح گردید.
هفت ایستگاه پایانی این خط، از طرف سازمان حمل‌و‌نقل ریلی کرج به عنوان خط ۱ مترو کرج نیز نامبرده شده است.
بزودی خط ۵ به شهر قزوین توسعه می‌یابد.

## ایستگاه‌ها
| شماره | نام ایستگاه       | تقاطع‌ها | آدرس                                                              | شروع به کار |
| ----- | ----------------- | ------- | ----------------------------------------------------------------- | ----------- |
| ۱     | گرمدره            |         | شمال آزادراه تهران کرج، جنب اردوگاه آموزشی قدس                    | ۱۳۹۵        |
| ۲     | اتمسفر            |         | کیلومتر ۲۷ جاده مخصوص کرج، کارخانجات اتمسفر                       | ۱۳۸۵        |
| ۳     | کرج (شهید سلطانی) | ، و     | پل شهید سلطانی (پل فردیس)، ابتدای جاده ملارد                      | ۱۳۷۷        |
| ۴     | محمدشهر           |         | جنوب آزادراه کرج-قزوین، روبروی ترمینال شهید کلانتری، پایانه البرز | ۱۳۸۹        |
| ۵     | گلشهر             | link    | ۴۵ متری گلشهر، خیابان اخترغربی                                    | ۱۳۸۳        |
| ۶     | ماموت             |         | جنب آزادراه کرج-قزوین، جنوب کارخانه ماموت                         | ۱۴۰۲        |
| ۷     | شهید قاسم سلیمانی |         | آزادراه کرج-قزوین، ورودی شهر جدید مهستان (هشتگرد)                 | ۱۳۹۸        |
| ۸     | شهرک صنعتی کاسپین |         |                                                                   |             |
| ۹     | آبیک              |         |                                                                   |             |
| ۱۰    | محمدیه            |         |                                                                   |             |
| ۱۱    | قزوین             |         |                                                                   |             |

## گسترش
مترو هشتگرد-قزوین گسترش مهم خط ۱ مترو کرج است که در ادامه مسیر مترو گلشهر-هشتگرد گسترش می یابد. صرفه جویی و کاهش میزان مصرف سوخت تا ۴۰ درصد، کاهش حجم ترافیک آزادراه قزوین-تهران، جلوگیری از تصادفات و خسارت های سنگین مالی و جانی، کاهش ترددهای خودرویی به تهران، انتقال دفاتر شرکت ها و کارخانه ها از پایتخت به قزوین و انتقال بخش مهمی از پایانه های غرب و آزادی تهران از جمله ویژگی هایی است که به اجرای این طرح ضرورت می بخشد. با اجرای این طرح در هر ساعت ۳۵۰۰ شهروند از مترو استفاده می کنند و طبیعتاً ضمن اینکه از مهاجرت ناخواسته به پایتخت جلوگیری می شود شاهد کاهش آلودگی و شکل گیری اقتصاد سبز نیز در کشور خواهیم بود. کمک به تهران در مواقع بحران و بلایای طبیعی، رونق اقتصادی کاهش ۲ الی ۵ برابری هزینه سفرهای عمومی و صرفه جویی در زمان و جایگزینی نیروی برق به جای سوخت فسیلی را از دیگر مزیت های مهم خط انتقال مترو به قزوین است.
قدمت پروژه مترو هشتگرد به قزوین را می توان از دهه هشتاد و در دولت نهم و دهم دانست. درخواست اجرای این طرح در دومین سفر استانی دولت احمدی نژاد به استان قزوین در سال ۸۸ مطرح شد و در همین سفر انجام کار مطالعاتی بر روی پروژه به عنوان مصوبه سفر در دستور کار قرار می گیرد و در نهایت پس از انجام کار مطالعاتی از سوی دانشگاه اصفهان اجرای این طرح به طول ۷۵ کیلومتر و با اعتباری بالغ بر ۳ هزار و ۵۷۰ میلیارد ریال وارد فاز عملیاتی می شود.
مقرر می شود ساخت این خط در ۵ ایستگاه نظرآباد، آبیک، شهرک صنعتی کاسپین، محمدیه و در نهایت قزوین از سال ۸۹ آغاز و در یک بازه زمانی ۵ ساله به اتمام برسد.
با ادامه این روند، طرح با تغییراتی روبرو شده و در نهایت ۳۰ شهریور سال ۹۲ به طور رسمی خبر آغاز پروژه در ۷ ایستگاه و با مشارکت یک شرکت چینی اعلام شد اما در نهایت پروژه متوقف شد و هنوز هم متوقف است. دولت سیزدهم می‌کوشد تا این پروژه از نو آغاز شود.